# Мексико (Њујорк)
Мексико (енгл. Mexico) град је у америчкој савезној држави Њујорк.

## Демографија
По попису из 2010. године број становника је 1.624, што је 52 (3,3%) становника више него 2000. године.
| Група             | 2000.         | 2010.         |
| Белци             | 1.536 (97,7%) | 1.549 (95,4%) |
| Афроамериканци    | 3 (0,2%)      | 5 (0,3%)      |
| Азијати           | 3 (0,2%)      | 6 (0,4%)      |
| Хиспаноамериканци | 9 (0,6%)      | 27 (1,7%)     |
| Укупно            | 1.572         | 1.624         |